# Balurghat
Balurghat là một thành phố và khu đô thị của quận Dakshin Dinajpur thuộc bang Tây Bengal, Ấn Độ.

## Địa lý
Balurghat có vị trí 25°13′B 88°46′Đ / 25,22°B 88,77°Đ Nó có độ cao trung bình là 25 mét (82 foot).

## Nhân khẩu
Theo điều tra dân số năm 2001 của Ấn Độ, Balurghat có dân số 135.516 người. Phái nam chiếm 51% tổng số dân và phái nữ chiếm 49%. Balurghat có tỷ lệ 79% biết đọc biết viết, cao hơn tỷ lệ trung bình toàn quốc là 59,5%: tỷ lệ cho phái nam là 83%, và tỷ lệ cho phái nữ là 76%. Tại Balurghat, 9% dân số nhỏ hơn 6 tuổi.